# راجغير
راجغير (بالإنجليزية: Rajgir)‏، والاسم يعني "مدينة المُلوك"؛ هي مدينة تاريخية في منطقة نالاندا في ولاية بيهار، الهند. باعتبارها المقر القديم وعاصمة سلالة هاريانكا، وسلالة براديوتا، وسلالة بريهادراثا والإمبراطورية الموريانية، فضلا عن كونها موطنا لشخصيات تاريخية، مثل: بوذا وماهافيرا، فإن المدينة تحتل مكانة بارزة في الهندوسية، والكتب المقدسة البوذية والجاينية. اعتبارًا من عام 2011، بلغ عدد سكان المدينة 41000 نسمة بينما بلغ عدد سكان منطقة التنمية المجتمعية حوالي 88500 نسمة.
كانت راجغير العاصمة الأولى لمملكة ماجادها القديمة، وهي الدولة التي تطورت في النهاية إلى الإمبراطورية الماورية. وقد ورد ذكرها في الملحمة الأدبية الشهيرة في الهند، ماهابهاراتا، من خلال ملكها جاراساندها. تاريخ نشأة المدينة غير معروف، على الرغم من العثور على سيراميك يعود تاريخه إلى حوالي 1000 قبل الميلاد في المدينة. ويقع أيضًا في المنطقة جدار سيكلوب يبلغ عمره 2500 عام.
تتميز المدينة أيضًا بالجاينية والبوذية. كانت مسقط رأس جاين تيرثانكار مونيسوفراتا العشرين، وترتبط ارتباطًا وثيقًا بماهافيرا وغوتاما بوذا. قام كل من ماهافيرا وبوذا بتدريس معتقداتهم في راجغير خلال القرنين السادس والخامس قبل الميلاد، وقد عرض الملك بيمبيسارا على بوذا ديرًا في الغابة هنا. على هذا النحو، أصبحت مدينة راججير واحدة من أهم مواقع الوعظ لبوذا.
وتقع جامعة نالاندا القديمة في محيط راجير، وسميت جامعة نالاندا المعاصرة بهذا الاسم نسبة إلى تأسيسها عام 2010 في مكان قريب. وتشتهر المدينة أيضًا بينابيعها الطبيعية وتلالها الشاهقة التي تهيمن على المناظر الطبيعية.

## الأصل الاشتقاقي
اسم راجغير (السنسكريتية راجاغها، بالي: راجاغريها)، ويعني حرفيًا "الجبل الملكي" يأتي من كلمة (Rājagṛiha) التاريخي، ويعني "بيت الملك" أو "البيت الملكي". كما عُرفت تاريخيًا باسم فاسوماتي، وبراهدراتابورا، وجريفراجا/جيريفراجا، وكوساجرابورا، وجيريفراجا تعني سياج من التلال.

## التاريخ
ملحمة ماهابهاراتا تسميها جيريفراجا وتروي قصة ملكها جاراساندها ومعركته مع الإخوة باندافا وحلفائهم كريشنا. حيث تروي ماهابهاراتا مباراة مصارعة بين بهيما (أحد الباندافاس) وجراساندا، ملك ماجادها آنذاك. كان جاراساندا لا يقهر لأن جسده يمكن أن يُعيد وصل أي أطراف مقطوعة لجسده. وفقًا للأسطورة، قام بهيما بتقسيم جاراساندها إلى قسمين وألقى النصفين في مواجهة بعضهما البعض حتى لا يتمكنوا من إعادة الاتصال مرة أخرى.

## السياحة
تشمل مناطق الجذب السياحي الرئيسية أسوار المدينة القديمة من فترة أجاتشاترو، وسجن بيمبيسار، وأكارا جاراسانده، وجريددرا كوتا ("تل النسور")، وكهوف سون بهاندار ومعابد جاين على القمم الخمس.